# رومپترول
رومپترول (به انگلیسی: Rompetrol) شرکت نفتی رومانیایی است، که در سال ۱۹۷۴ تأسیس شد و هم‌اکنون در بسیاری از کشورهای اروپایی فعالیت می‌کند. 
تمرکز این شرکت در درجه اول در زمینه پالایش، بازاریابی و تجارت نفت خام و فرآورده‌های نفتی می‌باشد. دفتر مرکزی رومپترول در شهر بخارست قرار دارد و دفتر عملیاتی این شرکت نیز در شهر روتردام، هلند مستقر می‌باشد.
شرکت رومپترول همچنین در حوزه اکتشاف و تولید نیز دارای عملیات است و به ارائه خدماتی چون حفاری و انتقال نفت نیز اشتغال دارد. 
در حال حاضر رومپترول یکی از شرکت‌های زیرمجموعه شرکت کی‌ام‌جی اینترنشنال محسوب می‌شود، همچنین بخشی از سهام رومپترول در بازار بورس اوراق بهادار بخارست دادوستد می‌گردد.